# Richard Indreko
Richard Indreko, född 25 februari 1900, 13 februari enligt gamla stilen,  i Puiatu, Purdi församling, Järvamaa, Guvernementet Estland, Kejsardömet Ryssland, död 10 mars 1961 i Stockholm, var estnisk historiker och arkeolog. 
Indreko studerade främst Estland och Östeuropa under stenåldern och bronsåldern.

## Biografi
Åren 1923 till 1927 studerade han vid universitetet i Tartu och blev lektor där 1933. Från 1933 till 1937 ledde han utgrävningarna i Lammasmägi nära Kunda, Kundakulturens namngivande boplats, och sedan i Asva på Ösel.
1941 publicerades Indrekos Keskmine kiviaeg Eestis (Mellanstenåldern i Lettland). 1943 flydde han till Finland och bosatte sig ett år senare i Sverige. Han dog i Stockholm 1961 och kort därefter 1962 publicerades Prehistoric Age of Estonia.
Man, his time, artefacts, and places är en bok tillägnad Richard Indreko. Då han flydde till Sverige blev han en del även av den svenska arkeologiska forskningen. Han huvudintressen var mesolitisk tid och bronsåldern. År 2001 hade tidningen Trames publicerat en minnesskrift och 2013 publicerades av Institutionen för historia och arkeologi vid Tartu Universitet och historiska institutionen vid universitetet i Tallinn en större samling av artiklar dedicerade till hans minne. Boken är mera löst anknuten till Indreko. Boken består av 15 artiklar med författare från Estland, Ryssland, Finland, Lettland och Sverige. Ämnena är Indrekos liv, hans arbeten som arkeolog, och sten- och bronsålder runt Östersjön. Indrekos liv analyseras och beskrivs i två långa artiklar, en biografi skriven av redaktörerna och en analys av hans arkeologiska aktivitet och forskningar  av redaktörerna och i senare fallet med Aivar Kriiska som medförfattare.